# VAMPIRE (布袋寅泰の曲)
『VAMPIRE』（ヴァンパイア）は、布袋寅泰の20枚目のシングル。

## 概要
2000年8月30日に東芝EMIから発売された。
7thアルバム『fetish』の先行シングル。
シングルには表題曲の他に、そのリミックスが収録されている。これは次作「LOVE JUNKIE」も同様である。
2024年現在、以後発売されたベストアルバムには一切収録されていない。

## 収録曲
| 全作詞: 森雪之丞、全作曲: 布袋寅泰。 |                                |           |            |              |      |
| #                                    | タイトル                       | 作詞      | 作曲・編曲 | 編曲         | 時間 |
| 1.                                   | 「VAMPIRE」                    | 森雪之丞  | 布袋寅泰   | 布袋寅泰     | 4:21 |
| 2.                                   | 「VAMPIRE (CAPTAIN FUNK MIX)」 | 森雪之丞  | 布袋寅泰   | オオエタツヤ | 4:26 |
| 3.                                   | 「VAMPIRE (CAPTAIN ROCK MIX)」 | 森雪之丞  | 布袋寅泰   | 布袋寅泰     | 7:07 |
| 4.                                   | 「VAMPIRE (inst.)」            | 森雪之丞  | 布袋寅泰   | 布袋寅泰     | 4:20 |
| 合計時間:                            | 合計時間:                      | 合計時間: | 20:14      |              |      |

## 曲解説
1. VAMPIRE
ホーンセクションを取り入れており、ゴシックテイストのブラス・ロックといった趣きの楽曲。村田陽一がホーンアレンジを手掛けた。
本曲のPVは中野裕之が担当。PVで布袋が着用した牙とカラーコンタクトは、ハリウッドの特殊メイク用品などを手掛けるメーカーによって製作された特注品である。
2. VAMPIRE (CAPTAIN FUNK MIX)
オオエタツヤ参加によるリミックス。
アメリカのニューオリンズに残るヴァンパイア伝説からヒントを得て、ニューオリンズのカーニバル「MARDIGRAS」からビート・インスパイアされている。
3. VAMPIRE (CAPTAIN ROCK MIX)
布袋自身によるセルフリミックス。
4. VAMPIRE (inst.)
インストゥルメンタルバージョン。

## 収録アルバム

### VAMPIRE
- オリジナル『fetish』 （2000年11月29日）